# Jadakanakatte, Kadur
Jadakanakatte là một làng thuộc tehsil Kadur, huyện Chikmagalur, bang Karnataka, Ấn Độ.